# Empath
Empath je deveti studijski album kanadskog metal glazbenika Devina Townsenda. Objavile su ga 29. ožujka 2019. godine njegova diskografska kuća HevyDevy Records, kao i InsideOut Music. Prvi je njegov samostalni album od Dark Mattersa, koji je bio dio dvostrukog albuma Z² iz 2014. godine, i njegov prvi uradak objavljen samo pod njegovim imenom od albuma Ziltoid the Omniscient iz 2007. godine.

## Snimanje
Townsend je 31. siječnja 2018. na svojoj stranici na Facebooku najavio da će pauzirati rad Devin Townsend Projecta, koji je bio njegov glazbeni projekt od 2008., iako su 2014. bili objavljeni i Z², dvostruki album koji je ujedno bio njegov samostalni album i album Devin Townsend Projecta, te Casualties of Cool, koji je objavio Townsendov istoimeni country rock duo; zbog toga je Empath Townsendov prvi uradak objavljen samo pod njegovim imenom od albuma Ziltoid the Omniscient iz 2007. godine.
Townsend je prvi put spomenuo Empath na Twitteru 1. siječnja 2017. godine. Dvije godine kasnije, 15. siječnja 2019., Townsend je i službeno najavio album, koji je do tog vremena već bio dovršio, te je izjavio da će biti objavljen 29. ožujka 2019. godine.
Njegova je stranica na Facebooku o nastanku albuma priopćila ovo:
Također je bio opisan kao "odvažno djelo vrlo kvalitetne produkcije i dinamične, beskompromisne glazbenosti. Ovo djelo ne ohrabruje samo na prepuštanje kreativnoj slobodi u konzervativnoj sceni, već pokušava i dokazati da je žestoka glazba doista vrijedni glazbeni alat." Među gostujućim glazbenicima pojavili su se bivši suradnici Franka Zappe Mike Keneally, Morgan Ågren i Steve Vai, kao i Samus Paulicelli iz Decrepit Birtha, Chad Kroeger, Townsendova česta suradnica Anneke Van Giersbergen, Ché Aimee Dorval (koja je radila s Townsendom na Casualties of Coolu) i Ryan Dahle.
Serijal dokumentarnih videozapisa koji prate nastanak Empatha bio je objavljen na YouTubeu.
Dana 22. veljače 2019. bio je objavljen prvi singl s albuma: "Genesis". Za pjesmu je bio objavljen i glazbeni spot. Drugi singl, "Evermore", bio je objavljen 15. ožujka 2019. uz svoj popratni spot.

## Popis pjesama
Tekstovi i glazba: Devin Townsend. 
| 1.    | »Castaway« | 2:28  |
| 2.    | »Genesis« | 6:05  |
| 3.    | »Spirits Will Collide« | 4:39  |
| 4.    | »Evermore« | 5:30  |
| 5.    | »Sprite« | 6:37  |
| 6.    | »Hear Me« | 6:30  |
| 7.    | »Why?« | 4:59  |
| 8.    | »Borderlands« | 11:02 |
| 9.    | »Requiem« | 2:46  |
| 10.   | »Singularity" - "Part 1 – Adrift" - "Part 2 – I Am I" - "Part 3 – There Be Monsters" - "Part 4 – Curious Gods" - "Part 5 – Silicone Scientists" - "Part 6 – Here Comes the Sun« | 23:32 |
| 74:08 | |       |

| Bonus CD s deluxe inačice | Bonus CD s deluxe inačice  | Bonus CD s deluxe inačice | Bonus CD s deluxe inačice | Bonus CD s deluxe inačice | Bonus CD s deluxe inačice | Bonus CD s deluxe inačice | Bonus CD s deluxe inačice | Bonus CD s deluxe inačice | Bonus CD s deluxe inačice |
| Br.                       | Skladba                    | Trajanje                  |                           |                           |                           |                           |                           |                           |                           |
| ------------------------- | -------------------------- | ------------------------- | ------------------------- | ------------------------- | ------------------------- | ------------------------- | ------------------------- | ------------------------- | ------------------------- |
| 1.                        | »The Contrarian« (demo)    | 5:41                      |                           |                           |                           |                           |                           |                           |                           |
| 2.                        | »King« (demo)              | 5:29                      |                           |                           |                           |                           |                           |                           |                           |
| 3.                        | »The Waiting Kind« (demo)  | 3:54                      |                           |                           |                           |                           |                           |                           |                           |
| 4.                        | »Empath« (demo)            | 5:11                      |                           |                           |                           |                           |                           |                           |                           |
| 5.                        | »Methuselah« (demo)        | 4:07                      |                           |                           |                           |                           |                           |                           |                           |
| 6.                        | »This Is Your Life« (demo) | 4:15                      |                           |                           |                           |                           |                           |                           |                           |
| 7.                        | »Gulag« (demo)             | 5:38                      |                           |                           |                           |                           |                           |                           |                           |
| 8.                        | »Middle Aged Man« (demo)   | 3:25                      |                           |                           |                           |                           |                           |                           |                           |
| 9.                        | »Total Collapse« (demo)    | 5:41                      |                           |                           |                           |                           |                           |                           |                           |
| 10.                       | »Summer« (demo)            | 6:15                      |                           |                           |                           |                           |                           |                           |                           |
| 49:36                     |                            |                           |                           |                           |                           |                           |                           |                           |                           |

## Recenzije
Wall of Sound dodijelio je albumu ocjenu 10 od 10 te je izjavio: "Devinova potreba za dubljim kreativnim izražavanjem rezultirala je jednim od najpamtljivijih djela ove godine".

## Zasluge
| Devin Townsend - Devin Townsend – bas-gitara (na pjesmama 3-6, 9 i 10), vokali, gitara, programiranje, inženjer zvuka, produkcija, miksanje, orkestracija Ostalo osoblje - Troy Glessner – miksanje, mastering - Paul Silveira – inženjer zvuka - Mike Foster – inženjer zvuka - Chris Edkins – inženjer zvuka - Sam Makar – inženjer zvuka - Ben Searles – inženjer zvuka - Tanya Ghosh – fotografija | Dodatni glazbenici - Reyne Townsend – dodatni vokali - Shaun Verreault – "pedal steel" guitara - Niels Bye-Nielsen – orkestracija - The Lords of Music – orkestar - Anup Sastry – bubnjevi (na pjesmama 2-4, 8 i 10), inženjer zvuka - Morgan Ågren – bubnjevi (na pjesmama 2, 5, 7, 8 i 10), inženjer zvuka - Samus Paulicelli – bubnjevi (na pjesmama 2, 6 i 10) - Nathan Navarro – bas-gitara (na pjesmama 2, 4, 7, 8 i 10) - Elektra Women's Choir – zborski vokali (na pjesmama 2-5 i 7-10) - Che Aimee Dorval – dodatni vokali (na pjesmi "Genesis") - Elliot Desgagnés – dodatni vokali (na pjesmama 2-5, 7 i 10) - Mike Keneally – dodatni vokali (na pjesmi "Borderlands"), dodatna gitara i klavijature (na pjesmama 2, 7, 8 i 10), produkcija - Ron Getgood – naracija (na pjesmi "Sprite") - Josefa Torres – dodatni vokali (na pjesmi "Sprite") - Adam "Nolly" Getgood – dodatni vokali (na pjesmi "Sprite"), inženjer zvuka, miksanje - Anneke van Giersbergen – dodatni vokali (na pjesmama "Hear Me", "Singularity" i "King") - Chad Kroeger – dodatni vokali (na pjesmi "Hear Me") - Jessica – dodatni vokali (na pjesmi "Borderlands") - Erik Severinsen – dodatni vokali (na pjesmi "Borderlands"), inženjer zvuka, aranžman zborskih vokala - Mike "Zim" Zimmer – dodatni vokali (na pjesmi "Borderlands") - Jess Vaira – dodatni vokali (na pjesmi "Borderlands") - Ryan Dahle – klavijature i dodatna gitara (na pjesmi "Borderlands"), inženjer zvuka - Callum Marinho – zviždanje (na pjesmi "Singularity"), inženjer zvuka - Steve Vai – gitaristički solo (na pjesmi "Singularity") |

## Ljestvice
| Ljestvica (2019.)      | Najviša Pozicija |
| ---------------------- | ---------------- |
| Australija             | 10               |
| Austrija               | 21               |
| Belgija (Flandrija)    | 39               |
| Belgija (Valonija)     | 72               |
| Finska                 | 2                |
| Francuska              | 60               |
| Nizozemska             | 21               |
| Norveška               | 40               |
| Njemačka               | 12               |
| SAD (Billboard 200)    | 169              |
| Škotska                | 13               |
| Španjolska             | 60               |
| Švicarska              | 9                |
| Ujedinjeno Kraljevstvo | 23               |